# Bubsheim
Bubsheim es un municipio alemán con unos 1150 habitantes, situado en el distrito de Tuttlingen, estado federado de Baden-Wurtemberg. Se ubica en la meseta del Heuberg, en el parque natural del Danubio Superior.